# Risoba delicata
Risoba delicata är en fjärilsart som beskrevs av Bethune-Baker 1906. Risoba delicata ingår i släktet Risoba och familjen trågspinnare. Inga underarter finns listade.